# کولتیم
کولتیم (به لاتین: Kultym) یک رود در روسیه است که در سرزمین پرم واقع شده‌است.